# OKO
OKO (rusky Деловой комплекс Федерация) je komplex dvou mrakodrapů mezinárodního obchodního centra (Moskva-City) v Moskvě, vybudovaný mezi lety 2011 – 2015. Výstavba byla rozdělena na dvě sekce, 16a (výškové budovy, dokončeno 2014) a 16b (zbytek, dokončeno 2015). V komplexu se nachází byty, kanceláře a parkoviště. Jižní věž je se svou výškou 3. nejvyšší v Evropě.
Jižní věž má 345 m a 85 pater. Severní věž je vysoká 245 m a má 49 pater. Budova parkoviště má 44 m a 12 pater.